# Sperling & Kupfer

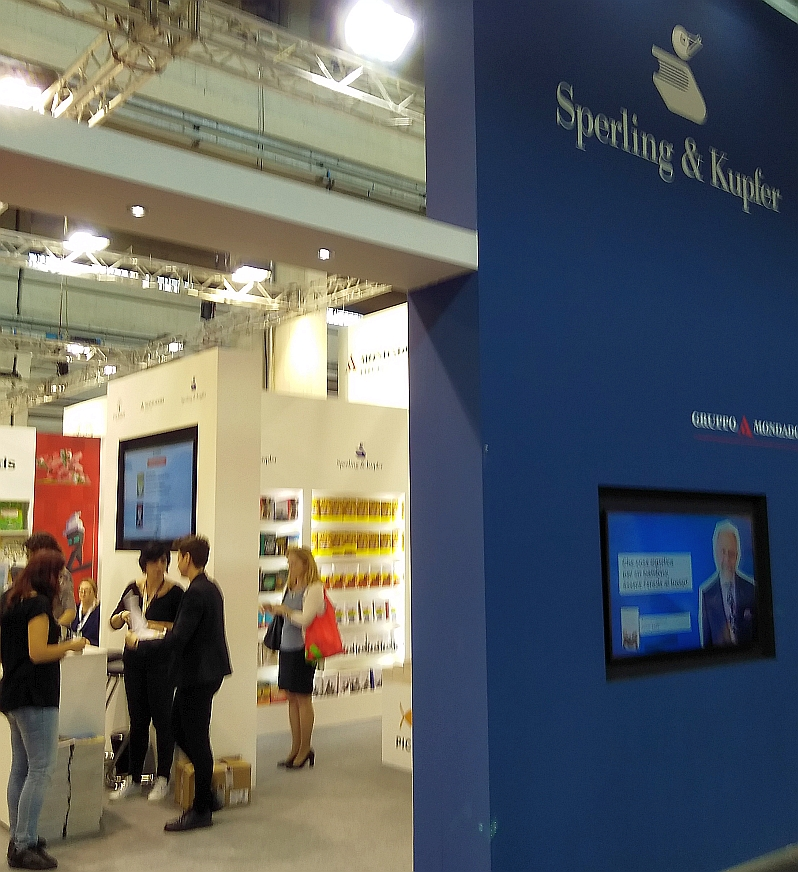
Verlagsstand auf der Buchmesse Turin (2018)

Sperling & Kupfer ist ein italienischer Verlag mit deutschen Wurzeln in Mailand. Er wurde 1899 gegründet und gehört seit 1995 der Mondadori-Verlagsgruppe an.

## Geschichte

### 1899–1914
1895 gründete Heinrich Otto Sperling in Stuttgart die Verlagsbuchhandlung H. O. Sperling. 1899 eröffnete er eine Filiale in Mailand.
Seit 1911 hieß diese Sperling & Kupfer, mit dem damaligen Filialleiter Richard Kupfer. Diese konzentrierte sich nun vor allem auf dem italienischen lokalen Buchmarkt. Ende 1914 oder Anfang 1915 musste die Tätigkeit in Italien eingestellt werden, da die Eigentümer die deutsche Staatsangehörigkeit besaßen und so gezwungen waren, wegen des Ersten Weltkrieges Italien zu verlassen.

### 1925–1945
1925 nahm Richard Kupfer als alleiniger Eigentümer die Verlagstätigkeit wieder auf. 1927 wurde der Verlag eine Kommanditgesellschaft. Richard Kupfer zog nach Lugano und sich selbst immer weiter aus dem operativen Geschäft zurück. 1929 setzte er Harry Betz als Geschäftsführung ein, 1935 dann Federico Giannoni. 1936 verkaufte Richard Kupfer den Verlag an Carlo Alessandro De Michelis.
In den 1930er Jahren starteten zwei prestigeträchtige Erzähl-Serien: Narratori Nordici (1929) und Pandora (1931), welche nord- und mitteleuropäische Märchen, Erzählungen und Sagen erstmals in den Horizont der breiten italienischen Öffentlichkeit brachten, sowie zwei Enzyklopädien: Encyclopedia of Masters (1934) und Enciclopedia Bancaria (1937).
Gegen Ende der 1930er/Anfang 40er erschienen große Bände über Hygiene, Medizin, Stadtplanung, Atlanten und Zeitschriften (wie Geopolitik und der Polytechnic Library Announcer, die bis weit in die Nachkriegszeit weitergeführt wurden).
1943 wurde aufgrund des Bombenkriegs der Sitz des Verlags vorübergehend nach Meran verlegt.

### 1945–1995
Mit Kriegsende kehrte man wieder nach Mailand zurück und spezialisierte sich auf die Themen Sozialforschung, Wirtschaftspolitik sowie wissenschaftliche Handbücher. 
In den 1970er Jahren wechselte der Verlag ein weiteres Mal den Besitzer und ging nun in die Hände einer Gruppe von zehn Mitgliedern um Tiziano Barbieri Torriani.  Torriani importierte einige wichtige Bestseller amerikanischer Autoren, darunter Irving Wallace, Sidney Sheldon, Judith Krantz, Danielle Steel, Barbara Taylor Bradford sowie Stephen King. 
1988 wurde der Tochterverlag Sperling Taschenbuch gegründet.

### Seit 1995
1995 ging der Verlag an die Mondadori-Verlagsgruppe. Toziano Barbieri Torriani blieb bis zu seinem Tod 1995 Geschäftsführer. In diesem Jahr wurde die I-Miti-Reihe für volkswirtschaftliche Literatur gestartet.
Im Jahr 2013 wurde eine erfolgreiche Wellness-Serie begonnen, die sich mit „Körper-, Geist- und Seelenpflege“ auseinandersetzt. Im Jahre 2016 wurde die Pickwick Big-Serie ins Leben gerufen, die sich mit sog. Longsellern befasst, darunter Werke von Stephen King, La Vigna di Angelica von Sveva Casati Modignani, Die Wolfsfrau von Clarissa Pinkola Estes.

## Unternehmensteile
Sperling & Kupfer hat Erzählungen, Sachbücher, Ökonomie, Handbücher und Verbreitung als Hauptproduktlinien entwickelt.
- Sperling & Kupfer editori: öffentliche Essays zu aktuellen und erzählerischen Themen
- Frassinelli: 1931 gegründet, bietet neue Fiktion und italienische und internationale Non-Fiction, veröffentlichte Autoren Toni Morrison, Nuruddin Farah, Meir Shalev, Valerio Varesi, Anna Gavalda, Richard Flanagan und Nicholas Sparks.
- Mondadori Informatica : Italienischer Herausgeber der Bände von Microsoft Press sowie Herausgeber von Büchern für Adobe Inc. , Macromedia , Linux und Apple Macintosh.